# Eva Brummer
Eva Ester Brummer (* 13. März 1901 in Tampere; † 28. Juni 2007 in Espoo) war eine finnische Textilkünstlerin.

## Leben
Brummer widmete sich der Herstellung der traditionellen skandinavischen Florteppiche Ryen. Sie entwarf Textilien für kirchliche Zwecke. Für die Vereinigung der Freunde der finnischen Handarbeit entwarf sie zunächst traditionelle Ryen, unter anderem Bodenteppiche. In späterer Zeit entwickelte sie malerisch wirkende Ryen, wobei sie häufig dunkle Farbtöne und viele Schattierungen einsetzte.
Für ihre Arbeiten erhielt sie diverse Preise auf internationalen Designausstellungen. Ihre Werke befinden sich heute in vielen Sammlungen von Museen.